# Månbröstad skogssångare
Månbröstad skogssångare (Oreothlypis superciliosa) är en fågel i familjen skogssångare inom ordningen tättingar. Den förekommer i bergstrakter i Centralamerika från Mexiko söderut till Nicaragua. Arten minskar i antal, men beståndet anses ändå vara livskraftigt.

## Kännetecken

### Utseende
Månbröstad skogssångare är en liten (11–12 cm) medlem av familjen. Den har blågrått huvud med vitt ögonbrunsstreck och vitt i en halvmåne under ögat. På strupen och bröstet är den gul med ett litet kastanjebrunt månformat band på övre delen av bröstet, hos vissa honor svagt eller frånvarande. På buk och undre stjärttäckare är den vitaktig, med sotfärgad anstrykning på flankerna. Ovansidan är olivgrön med blågrått på vingar, stjärt och övre stjärttäckare. Näbben är gråaktig och benen hudfärgade. Ungfågeln är mer färglös ovan med två ljust kanelbruna vingband och smutsbeige på strupe och undersida, mot buken mer vitaktig.

### Läten
Sången består av en torr och sträv 0,5–1 sekund lång drill, "dzzzzzr" eller "zzzirrrr". Lätet är ett ljust, tunt och vasst "tsit" eller "sik".

## Utbredning och systematik
Månbröstad skogssångare delas upp i fem underarter med följande utbredning:
- Oreothlypis superciliosa sodalis – Sierra Madre Occidental i västra Mexiko
- Oreothlypis superciliosa mexicana – Sierra Madre Oriental i östra Mexiko
- Oreothlypis superciliosa palliata – Sierra Madre del Sur i södra Mexiko
- Oreothlypis superciliosa superciliosa – höglänta områden i södra Mexiko (Chiapas) till Guatemala och västra Honduras
- Oreothlypis superciliosa parva – höglänta områden i centrala och östra Honduras samt Nicaragua

Arten har tillfälligt setts i USA, med ett antal fynd från sydöstra Arizona samt västra och södra Texas.

### Släktestillhörighet
Tidigare placerades den i släktet Parula men DNA-studier visar att de fyra arterna i släktet inte står varandra närmast. Månbröstad och flamstrupig skogssångare har därför lyfts ut till ett eget släkte, Oreothlypis. De kvarvarande arterna i Parula, messkogssångare och tropikskogssångare, inkluderas numera i Setophaga.

## Levnadssätt
Månbröstad skogssångare hittas i höglänta skogar med tall och/eller ek. Där ses den på medelhög eller hög nivå i träden, enstaka, i par eller i artblandade flockar. Det skålformade boet av gräs, mossa och barr placeras på eller nära marken. Däri lägger den tre vita ägg.

## Status och hot
Arten har ett stort utbredningsområde och en stor population, men tros minska i antal, dock inte tillräckligt kraftigt för att den ska betraktas som hotad. Internationella naturvårdsunionen IUCN kategoriserar därför arten som livskraftig (LC). Beståndet uppskattas till i storleksordningen 50 000 till en halv miljon vuxna individer.

## Namn
Månbröstade skogssångarens vetenskapliga artnamn superciliosa betyder "med ögonbryn". Arten har på svenska även kallats hakbandsskogssångare.